# Benito Cervantes
Benito Cervantes Delgado (Pozuelo de Calatrava, 12 de enero de 1879-ídem, 25 de febrero de 1956) fue un militar y político español.

## Reseña biográfica
Capitán de la Guardia Civil. Fue designado alcalde de Pozuelo de Calatrava por el gobernador civil de Ciudad Real José Antonio Elola-Olaso e Idiacaiz el 10 de marzo de 1940 hasta el 20 de enero de 1941, y nuevamente nombrado por el gobernador civil de Ciudad Real José María Frontera de Haro el 20 de noviembre de 1943 hasta el 28 de enero de 1956 por el gobernador civil de Ciudad Real José María del Moral y Pérez de Zayas.
Contrajo matrimonio el 18 de febrero de 1914 en la parroquia del Oratorio del Olivar de Madrid con María Anastasia Viana y Mejía, terrateniente conquense, natural de Pozorrubio de Santiago.
Esencialmente las facultades de su alcaldía en aquellos tiempos, aún sin ser nimias en determinadas circunstancias, se circunscribieron a la gestión lo más rigurosamente ajustada posible de unos, ipso facto, limitados fondos que debían ser adecuados para atender las exigencias primordiales en concepto de saneamiento, limpieza y profilaxis (construcción de alcantarillado, conducción y potabilización del agua, pavimentación de calles, alumbrado y parque municipal), educación (construcción y mantenimiento de escuelas) y remedio del paro obrero, entre otras. Tan escasos recursos complicaba y retrasaba en exceso la ejecución de todo tipo de obras y proyectos básicos, a pesar del continuado recurso a la subvención, a la ayuda de la superioridad, al endeudamiento y al presupuesto extraordinario. Quizá en aquellos años una de las atribuciones más interesantes de su alcaldía fue su actuación como instrumento estatal para el control de la sociedad (persecución de la mendicidad, especialmente la infantil, penalización de la blasfemia, regulación sexista y moralizante de los baños estivales, vigilancia de la honestidad de las parejas o fijar en oficial primero el límite profesional al que podía ascender el personal funcionario femenino municipal.
En las localidades menores de diez mil habitantes, como era -y es- el caso de Pozuelo de Calatrava, el alcalde era designado directamente por el gobernador. Los ceses y destituciones eran también potestad del gobernador.
En los pueblos pequeños el alcalde carecía de remuneración por lo que no era fácil encontrar a personas dispuestas a ocupar el cargo a no ser las pudientes. Su margen de maniobra era muy estrecho, todo se controlaba desde el Gobierno Civil, cualquier actuación o acuerdo tenía que ser consultado previamente al gobernador. No obstante, en aquellos años de hambre y carestía ser alcalde significaba controlar los abastecimientos y perseguir el estraperlo, además de garantizar el orden público y social en su vecindario.

## Distinciones
Fue condecorado con la Medalla del Centenario de las Cortes de Cádiz, en 1910, concedida por el presidente del Congreso de los Diputados, Álvaro Figueroa, conde de Romanones.